# Richard Manetti
Pour les articles homonymes, voir Manetti.
Richard Manetti, pseudonyme de Richard Leguidcoq, né en 1986 à Bezons (France), est un guitariste de jazz.

## Biographie
Richard apprend à l'âge de 10 ans la guitare avec son père, le jazzman Romane. Il côtoie des musiciens manouches, dont David Reinhardt avec qui il partagera de nombreux concerts par la suite.
Il a été élu en 2010, « Talent du Fonds d’action Sacem ». Cette reconnaissance par une institution aussi importante gratifie l’artiste de son travail déjà effectué, surtout en matière de compositions originales.
Richard Manetti joue avec des formations variées (de swing manouche, bebop ou jazz fusion), et se produit sur les scènes nationales et internationales (au Sunset-Sunside, au festival Django Reinhardt, à La Cigale, au New Morning et au festival de Nashville).
Il intervient également en tant que professeur de guitare à la Swing Romane Académie, école de jazz manouche, fondée par Romane.

## Discographie
- 2014 : Groove Story
- 2012 : Why Note
- 2008 : Selmer 607
- 2007 : Père et fils (avec Romane), Frémeaux & Associés[2]
- 2013 : Guitar Family Connection (avec Romane et Pierre Manetti), Frémeaux & Associés

### Participation
- 2008 : For Stephane, CD de Didier Lockwood en hommage à Stéphane Grappelli